# 응봉면
응봉면(鷹峰面)은 대한민국의 충청남도 예산군에 설치된 면이다.

## 연혁
- 조선시대 : 원래 대흥군의 영역으로 내북면과 외북면의 2개면에 속함
- 1914년 3월 1일 : 부군면 통폐합으로 대흥군 내북면, 외북면의 2개면과 예산군의 우가산면의 일부를 합하여 응봉면이라 하고 13개리를 둠.

| 조선총독부령 제111호 |                                                                       |
| 구 행정구역          | 신 행정구역                                                           |
| 대흥군 내북면        | 응봉면 건지화리, 등촌리, 신리, 평촌리, 후사리                         |
| 대흥군 외북면        | 응봉면 계정리, 노화리, 송석리, 운곡리, 입침리, 주령리, 증곡리, 지석리 |
- 1916년 9월 : 망리 외 2개리를 오가면 신장리에 속하게 하고 17개리로 분할
- 1921년 7월 : 등촌리에서 노화리 11번지로 면사무소를 이전
- 1981년 12월 4일 : 노화리 11번지에서 57번지로 면사무소를 이전

## 행정 구역
| 법정리   | 행정리               | 비고                  |
| -------- | -------------------- | --------------------- |
| 건지화리 | 건지화1리, 건지화2리 |                       |
| 계정리   | 계정1리, 계정2리     |                       |
| 노화리   | 노화1리, 노화2리     | 면행정복지센터 소재지 |
| 등촌리   | 등촌리               |                       |
| 송석리   | 송석리               |                       |
| 신리     | 신리                 |                       |
| 운곡리   | 운곡리               |                       |
| 입침리   | 입침1리, 입침2리     |                       |
| 주령리   | 주령리               |                       |
| 증곡리   | 증곡리               |                       |
| 지석리   | 지석리               |                       |
| 평촌리   | 평촌리               |                       |
| 후사리   | 후사리               |                       |